# Колесник Іван Пантелійович
Кол́есник Ів́ан Пантелійович (13 січня 1942, станиця Петровська, Слов'янський район Краснодарський край — 15 травня 2017, Київ, Україна) — відомий український дефектолог, кандидат педагогічних наук, доцент; один із організаторів підготовки педагогів-дефектологів у системі вищої педагогічної освіти. Професор і завідувач кафедри психокорекційної педагогіки Інституту корекційної педагогіки та психології НПУ імені М. П. Драгоманова. Член підкомісії з корекційної освіти Комісії з педагогічної освіти за наказом МОН. Автор і співавтор підручників для загальноосвітніх і спеціальних навчальних закладів. Відмінник освіти України. Нагороджений орденом «За заслуги» ІІІ ступеня.
Під керівництвом і за участю Івана Колесника розроблено чотири Державних галузевих стандартів вищої освіти з дефектологічних спеціальностей «Олігофренопедагогіка», «Сурдопедагогіка», «Тифлопедагогіка», «Логопедія».

## Життєпис
Народився 13 січня 1942 року на Кубані в станиці Петровській Слов'янського району Краснодарського краю у козацькій родині.
З 1949 по 1959 рік навчався в середній школі № 17 міста Слов'янськ-на-Кубані.
З 1959 по 1961 роки працював на заводі «Тракторозапчасть» міста Слов'янська-на-Кубані, робітником на будівництві, слюсарем-збиральником сільськогосподарської техніки, токарем.
З 1961 по 1964 рік проходив службу на лавах Радянської Армії.
З 1964 по 1968 рік навчався на дефектологічному факультеті Київського державного педагогічного інституту імені О. М. Горького за спеціальністю «Сурдопедагогіка та праця».
У студентські роки І. П. Колесник вміло поєднував навчання з активною громадською діяльністю.
Був організатором і активним учасником загальноінститутських студентських будівельних загонів(Казахстан — 1966 р., Тюменська обл.. — 1967 р.).
В 1966—1967 навчальному році був Ленінським стипендіатом.
У 1968 році з відзнакою закінчив навчання в інституті.
Після закінчення інституту був розподілений до Дніпропетровської спеціальної школи для слабочуючих дітей, в якій працював вчителем математики, фізики (1968—1972 рр.), вихователем.
З 1972 року по 1979 рік працював в Дніпропетровській школі-інтернаті для глухих дітей вчителем початкових класів, російської мови та літератури (1968—1979 рр.).
З 1975 по 1979 рік без відриву від роботи в спецшколі для глухих дітей навчався в заочній аспірантурі кафедри сурдопедагогіки і логопедії КДПІ імені О. М. Горького.

## Трудова діяльність
З 1 вересня 1979 року розпочав свою трудову діяльність в КДПІ імені О. М. Горького на посаді старшого лаборанта факультету підвищення кваліфікації
(ФПК) директорів шкіл, викладачів музично-педагогічних ВНЗ СРСР.
З 1981 по 1983 роки працював старшим лаборантом, асистентом кафедри сурдопедагогіки, а з 1983 по вересень 2002 року — доцентом кафедри сурдопедагогіки.
У 1985 році отримав вчене звання доцента кафедри сурдопедагогіки і логопедії КДПІ імені О. М. Горького .
Загальний стаж педагогічної роботи І. П. Колесника 46 років, з них 35 років працює у Національному педагогічному університеті імені М. П. Драгоманова.
Майже 20 років, з 13 травня 1983 року по 26 грудня 2002 року, він працював на посаді декана дефектологічного факультету.
З вересня 2002 року Іван Пантелійович працює доцентом, завідувачем кафедри психокорекційної педагогіки(олігофренопедагогіки) Інституту корекційної педагогіки та психології НПУ імені М. П. Драгоманова.
З листопада 2008 року і по теперішній час — професор і завідувач кафедри психокорекційної педагогіки.
Під час роботи на кафедрі психокорекційної педагогіки і кафедрі сурдопедагогіки І. П. Колесник викладає декілька фахових курсів, зокрема:
- «Спеціальна методика української мови в школах для глухих і слабочуючих дітей»,
- «Вступ до спеціальності «Дефектологія» і педагогічна деонтологія»,
- «Соціалізація осіб з порушеним інтелектом»,
- «Актуальні проблеми педагогічної теорії і практики».

Керував підготовкою кандидатських дисертацій здобувачами — Бондар Євгенією Олексіївною на тему: «Формування прогностичних знань та умінь майбутніх вчителів-сурдопедагогів» та Губар Світланою Юріївною «Формування граматичних понять на матеріалі речення в учнів початкових класів школи глухих».
Неодноразово виступав опонентом на захистах кандидатських дисертацій у спеціалізованій вченій раді Інституту спеціальної педагогіки АПН України.
Протягом всіх років роботи на кафедрі здійснював керівництво проблемними науковими групами студентів і готував їх до участі у всеукраїнських конкурсах студентських наукових робіт. За результатами НДР студентів було підготовлено ряд наукових публікацій у відповідних виданнях університету.
І. П. Колесник був активним учасником міжнародних і всеукраїнських наукових сесій, конференцій різних рівнів, науково-практичних семінарів. Його доповіді, виступи вирізнялися змістовністю, інноваційними підходами до сьогоденних проблем навчання та виховання дітей з інтелектуальною недостатністю.
Працював над такими науковими проблемами: психологічні основи соціалізації учнів з особливостями психофізичного розвитку; особливості методики викладання української мови в школах глухих та слабочуючих; удосконалення змісту, форм і методів підготовки вчителя-дефектолога на сучасному етапі.
Під керівництвом І. П. Колесника захищено дві кандидатських дисертації:
- Мартинчук Олена Валеріївна на тему: «Розвиток мовлення глухих учнів 5-7 класів у зв'язку із вивченням дієслова»;
- Гладченко Ірина Вікторівна на тему: «Соціалізація дітей-сиріт першого року життя з особливостями психофізичного розвитку».